# Feat (stato di natura)
| Recensione       | Giudizio |
| ---------------- | -------- |
| All Music Italia | 4/10     |
| Rockol           | 7/10     |

Feat (stato di natura) è il quarto album in studio della cantante italiana Francesca Michielin, pubblicato il 13 marzo 2020 dalla RCA Records.

## Antefatti
Nel corso dell'estate 2019 la cantante ha rivelato di essere al lavoro sul seguito di 2640. L'uscita viene confermata per l'anno successivo dalla sua etichetta discografica, la Sony Music.
Il 12 novembre annuncia l'uscita del primo singolo estratto, intitolato Cheyenne e realizzato in collaborazione con il produttore Charlie Charles. Il 12 febbraio 2020 comunica ufficialmente nome e data di uscita dell'album.

## Descrizione
(Francesca Michielin sulla scelta di registrare un album composto di sole collaborazioni)
L'album vede la collaborazione, in ognuna delle 11 tracce, di un artista diverso, configurandosi come un album di soli featuring, una struttura che è stata paragonata all'album No. 6 Collaborations Project del cantautore britannico Ed Sheeran. L'album è stato registrato a partire dal 2018, ed è influenzato dal trasferimento dell'artista a Milano e dalla natura, che l'ha ispirata specialmente dopo un viaggio in Brasile. L'album e i singoli sono accompagnati da copertine a cura dello studio grafico Burro Studio di Marco Locati, su fotografie di Roberto Moro. Riferendosi alle copertine, la cantante ha commentato: «ho scelto il viola perché è il colore che in natura racconta la trasformazione: diventare adulti significa sentirsi divisi tra nostalgia e futuro, tra il proprio habitat naturale e un altro continente».
Cheyenne, in collaborazione con Charlie Charles, è il singolo apripista dell'album, ed è stato scelto da Francesca Michielin perché «racconta perfettamente quello che ho vissuto e che sto vivendo». Il testo della canzone è stato scritto fra gli altri da Mahmood, in quello che la cantautrice ha definito «un regalo». Charlie Charles, oltre a curare la composizione del brano, ne è anche il produttore.
Gange, che vede la collaborazione del rapper Shiva, è stata scritta dalla cantautrice con quest'ultimo, e insieme al produttore del brano, Adam11; musicalmente, il brano si ispira ai primi lavori di Jay-Z ed rappresenta un omaggio «all'urban libero che unisce una ritmica super viscerale ai violini ritmati del primo RnB», mentre il testo paragona il fiume Indiano allo stato compromesso di alcune relazioni amorose. Riserva naturale e Monolocale sono stati prodotti dal duo Frenetik & Orang3. Il primo brano, scritto all'interno della Riserva naturale Valle dell'Aniene, è cantato in collaborazione con il duo Coma_Cose. La creazione di Riserva naturale è ispirata dai primi mesi dopo il trasferimento della cantautrice a Milano. Monolocale è stato il primo brano ad essere composto per l'album ed è in collaborazione con il rapper Fabri Fibra.

## Promozione
In occasione dell'uscita del primo singolo Cheyenne, Francesca Michielin ha annunciato un concerto evento il 20 settembre 2020 al Carroponte del Parco archeologico industriale ex-Breda, a Sesto San Giovanni. Cheyenne viene inoltre accompagnata da un video musicale, diretto da Jacopo Farina, che vede Francesca ballare all'interno di una discoteca insieme ad altre persone, fra cui Charlie Charles. Francesca si esibisce con Cheyenne per la prima volta dal vivo il 24 novembre 2019 durante il RedBull Sound Clash di Napoli, al concerto di Carl Brave, con cui ha anche cantato Fotografia. La cantante presenta il brano anche il 28 novembre, durante la sesta puntata della tredicesima edizione di X Factor Italia, mentre l'8 dicembre è ospite del programma televisivo Che tempo che fa.
Il 12 febbraio, in seguito all'annuncio ufficiale dell'uscita dell'album, ha rivelato i dettagli inerenti a un mini-tour promozionale, denominato Feat - Anteprima live. Nelle tre settimane precedenti all'uscita dell'album, Francesca si è esibita in tre concerti a Milano, ognuno con un tema e una scaletta diversa. Alla fine di ogni esibizione ha presentato un nuovo brano, successivamente rilasciato come singolo online. Il 20 febbraio si esibisce alla discoteca Rocket con il Vintage Electro Set, in cui presenta Gange. La seconda data era prevista per 27 febbraio seguente, al Serraglio, ma in seguito alla pandemia di COVID-19, il concerto è stato annullato. Al suo posto, Michielin si è esibita alle Officine Meccaniche, storico studio di registrazione milanese, con l'Urban Orchestral Set, trasmettendo il concerto in live streaming su Facebook. Durante l'esibizione presenta Riserva naturale con i Coma_Cose. L'ultimo dei tre eventi era previsto per il 5 marzo, ma non è stato mai annunciato per via dell'emergenza sanitaria. Nello stesso giorno Francesca si è esibita all'interno della Triennale di Milano con il Milano Multietnica Set, accompagnata dall'Orchestra di piazza Vittorio e dai Selton. Alla fine del set debutta Monolocale, esibendosi con Fabri Fibra. Il concerto è stato reso disponibile su RaiPlay nello stesso giorno, divenendo il primo show musicale esclusivo della piattaforma.
Il 9 marzo, attraverso un post su Instagram, rivela l'uscita, in contemporanea con l'album quattro giorni dopo, del singolo Stato di natura in collaborazione con il gruppo Måneskin.
Il 5 marzo 2021, in seguito alla sua partecipazione al settantunesimo Festival di Sanremo, è stata pubblicata la riedizione dell'album intitolata Feat (fuori dagli spazi), contenente quattro inediti, tra cui Cattive Stelle con Vasco Brondi e Chiamami per nome, singolo presentato alla manifestazione insieme a Fedez e classificatosi al secondo posto.

## Tracce
1. Stato di natura (feat. Måneskin) – 2:05 (Damiano David, Ethan Torchio, Thomas Raggi, Victoria De Angelis, Francesca Michielin, Ramiro Levy)
2. Monolocale (feat. Fabri Fibra) – 3:24 (Daniele Dezi, Daniele Mungai, Fabrizio Tarducci, Francesca Michielin)
3. Sposerò un albero (feat. Gemitaiz) – 3:04 (Davide De Luca, Daniele Dezi, Daniele Mungai, Francesca Michielin, Valerio Smordoni)
4. Gange (feat. Shiva) – 3:03 (Adam11, Francesca Michielin, Andrea Arrigoni)
5. Yo no tengo nada (feat. Elisa e Dardust) – 3:06 (Dario Faini, Elisa Toffoli, Francesca Michielin)
6. Riserva naturale (feat. Coma_Cose) – 3:05 (Daniele Dezi, Daniele Mungai, Francesca Mesiano, Fausto Zanardelli, Francesca Michielin, Valerio Smordoni)
7. Acqua e sapone (feat. Takagi & Ketra e Fred De Palma) – 3:15 (Federico Palana, Ketra, Tommaso Paradiso, Takagi)
8. La vie ensemble (feat. Max Gazzè) – 2:47 (Fortunato Zampaglione, Francesca Michielin)
9. Star Trek (feat. Carl Brave) – 3:51 (Carlo Coraggio, Francesca Michielin)
10. Cheyenne (feat. Charlie Charles) – 3:25 (Alessandro Mahmoud, Alessandro Raina, Davide Simonetta, Paolo Alberto Monachetti)
11. Leoni (feat. Giorgio Poi) – 3:49 (Giorgio Poti)

### Feat (fuori dagli spazi)– riedizione del 2021
1. Chiamami per nome (feat. Fedez) – 3:43 (Alessandro Mahmoud, Alessandro Raina, Davide Simonetta, Federico Lucia, Francesca Michielin, Jacopo Matteo Luca D'Amico)
2. Cattive stelle (feat. Vasco Brondi) – 3:31 (Francesca Michielin, Vasco Brondi)
3. Monolocale (feat. Fabri Fibra) – 3:24 (Daniele Dezi, Daniele Mungai, Fabrizio Tarducci, Francesca Michielin)
4. Yo no tengo nada (feat. Elisa e Dardust) – 3:06 (Dario Faini, Elisa Toffoli, Francesca Michielin)
5. Se fossi (feat. Mecna) – 3:16 (Corrado Grilli, Fortunato Zampaglione, Francesca Michielin, Rosario Castagnola, Sarah Startuffo)
6. Star Trek (feat. Carl Brave) – 3:51 (Carlo Coraggio, Francesca Michielin)
7. Cheyenne (feat. Charlie Charles) – 3:25 (Alessandro Mahmoud, Alessandro Raina, Davide Simonetta, Paolo Alberto Monachetti)
8. Pole Position (feat. Colapesce) – 3:22 (Federico Nardelli, Francesca Michielin, Lorenzo Urciullo)
9. Sposerò un albero (feat. Gemitaiz) – 3:04 (Davide De Luca, Daniele Dezi, Daniele Mungai, Francesca Michielin, Valerio Smordoni)
10. La vie ensemble (feat. Max Gazzè) – 2:47 (Fortunato Zampaglione, Francesca Michielin)
11. Acqua e sapone (feat. Takagi & Ketra e Fred De Palma) – 3:15 (Federico Palana, Ketra, Tommaso Paradiso, Takagi)
12. Leoni (feat. Giorgio Poi) – 3:49 (Giorgio Poti)
13. Gange (feat. Shiva) – 3:03 (Adam11, Francesca Michielin, Shiva)
14. Riserva naturale (feat. Coma_Cose) – 3:05 (Daniele Dezi, Daniele Mungai, Francesca Mesiano, Fausto Zanardelli, Francesca Michielin, Valerio Smordoni)
15. Stato di natura (feat. Måneskin) – 2:05 (Damiano David, Ethan Torchio, Thomas Raggi, Victoria De Angelis, Francesca Michielin, Ramiro Levy)

## Formazione
Musicisti
- Francesca Michielin – voce, tastiera aggiuntiva (traccia 4)
- Tommaso Colliva – sintetizzatore (traccia 1)
- Thomas Raggi – chitarra (traccia 1)
- Victoria De Angelis – basso (traccia 1)
- Roberto Dragonetti – basso (traccia 1)
- Ramiro Levy – chitarra (traccia 1)
- Maicol Morgotti – batteria (traccia 1)
- Ethan Torchio – batteria (traccia 1)
- Valerio Smordoni – pianoforte (traccia 2), sintetizzatore (tracce 2, 3 e 6)
- Enrico Brun – sintetizzatore (traccia 4), pianoforte verticale, Roland Juno-60 e sintetizzatore modulare (traccia 8)
- Dardust – sintetizzatore (traccia 5)
- Andrea Rigonat – chitarra (traccia 5)
- Alessio Brun – chitarra classica (traccia 8)
- Max Gazzè – basso (traccia 8)
- Andrea Polidori – batteria (traccia 8)
- Mattia Tedesco – chitarra acustica, chitarra elettrica, ukulele (traccia 8)
- Gianni Zongaro – chitarra elettrica (traccia 8)

Produzione
- Burro Studio Comic Design di Marco Locati – graphic design
- Roberto Moro – fotografia
- Tommaso Colliva – produzione e missaggio ai Laboratori Testone (traccia 1)
- Carlo Madaghiele – assistenza al missaggio (traccia 1)
- Frenetik & Orang3 – produzione e pre-missaggio allo Studio 8 (tracce 2, 3 e 6)
- Andrea Suriani – missaggio e mastering agli Alpha Dept. Studio, Bologna (tracce 2, 3, 5, 6, 8, 9 e 11)
- Francesca Michielin – produzione vocale (traccia 4)
- Adam11 – produzione (traccia 4)
- Enrico Brun – programmazione aggiuntiva (traccia 4), registrazione agli RCA Recording Studio Italy di Milano (traccia 4 e 8), produzione e programmazione ritmica (traccia 8), registrazione vocale agli RCA studio (traccia 10)
- Patrick Wave Carinci – missaggio e mastering agli Studio Wave Shuttle (traccia 4)
- Emanuele Murgida – registrazione (traccia 4)
- Vanni Casagrande – programmazione aggiuntiva, editing (traccia 5)
- Dardust – produzione, programmazione e montaggio (traccia 5)
- Andrea De Bernardi – missaggio e mastering (traccia 7)
- Takagi & Ketra – produzione (traccia 7)
- Fabrizio Ferraguzzo – produzione (traccia 8), registrazione vocale agli RCA studio (traccia 10)
- Carl Brave – produzione (traccia 9)
- Charlie Charles – produzione (traccia 10)
- Davide Simonetta – pre-produzione (traccia 10)
- Marco Zangirolami – missaggio e mastering (traccia 10)
- Giorgio Poi – produzione (traccia 11)

## Classifiche
| Classifica (2020) | Posizione massima |
| ----------------- | ----------------- |
| Italia            | 7                 |